# Região Geográfica Intermediária de Vitória da Conquista
A Região Geográfica Intermediária de Vitória da Conquista é uma das dez regiões intermediárias do estado brasileiro da Bahia e uma das 134 regiões intermediárias do Brasil, criadas pelo Instituto Brasileiro de Geografia e Estatística (IBGE) em 2017. É composta por 77 municípios, distribuídos em cinco regiões geográficas imediatas.
Sua população total estimada pelo Instituto Brasileiro de Geografia e Estatística (IBGE) para 1º de julho de 2018 é de 1 766 310 de habitantes, distribuídos em uma área total de 70 384,673 km².
Vitória da Conquista é o município mais populoso da região intermediária, com 338 885 habitantes, de acordo com estimativas de 2018 do Instituto Brasileiro de Geografia e Estatística (IBGE).

## Regiões geográficas imediatas
| Região geográfica imediata                         | Municípios | População Estimativa 2018 | Área (km²) |
| -------------------------------------------------- | --- | ------------------------- | ---------- |
| Região Geográfica Imediata de Vitória da Conquista | Anagé Barra da Estiva Barra do Choça Belo Campo Boa Nova Bom Jesus da Serra Caatiba Caetanos Cândido Sales Caraíbas Condeúba Contendas do Sincorá Cordeiros Encruzilhada Ibicoara Iguaí Iramaia Itambé Ituaçu Maetinga Mirante Nova Canaã Piripá Planalto Poções Presidente Jânio Quadros Ribeirão do Largo Tanhaçu Tremedal Vitória da Conquista | 820 706                   | 34 452,700 |
| Região Geográfica Imediata de Jequié               | Aiquara Apuarema Cravolândia Irajuba Itagi Itaquara Itiruçu Jaguaquara Jequié Jitaúna Lafaiete Coutinho Lagedo do Tabocal Manoel Vitorino Maracás Planaltino Santa Inês | 346 230                   | 12 923,512 |
| Região Geográfica Imediata de Brumado              | Abaíra Aracatu Brumado Caturama Dom Basílio Érico Cardoso Jussiape Livramento de Nossa Senhora Malhada de Pedras Paramirim Rio de Contas Rio do Pires | 227 636                   | 12 327,210 |
| Região Geográfica Imediata de Ipiaú                | Barra do Rocha Dário Meira Gandu Gongogi Ibirataia Ipiaú Itagibá Itamari Nova Ibiá Piraí do Norte Teolândia Ubatã Wenceslau Guimarães | 220 090                   | 4 132,036  |
| Região Geográfica Imediata de Itapetinga           | Itapetinga Itarantim Itororó Macarani Maiquinique Potiraguá | 151 648                   | 6 549,215  |
| Total                                              | 77 | 1 766 310                 | 70 384,673 |